# انتخابات الرئاسة السريلانكية 1982
انتخابات الرئاسة السريلانكية 1982 هي الانتخابات الرئاسية التي جرت في 20 أكتوبر 1982، في سريلانكا، لانتخاب رئيس سريلانكا، فاز بالانتخابات جونيوس ريتشارد جيوردين.